# Football Club Urania Genève Sport 1896
Il Football Club Urania Ginevra Sport (ufficialmente, in francese Football Club Urania Genève Sport 1896) è una società calcistica svizzera con sede nella città di Ginevra. La sua fondazione risale al 9 febbraio 1896.
Attualmente milita in Seconda Lega interregionale (5 livello).

## Storia
Il 9 febbraio 1896 viene fondato il FC Urania (il nome deriva dalla Musa dell'Astronomia) e negli stessi anni si crea pure il PC Helvétique che diventerà poi il FC Genève. La prima squadra partecipa alla Serie B e possiede un bello stadio, mentre la seconda sale fino alla Serie A, disputandone 14 edizioni tra il 1904 e il 1922, ma non possiede un vero stadio. Per cui il 10 agosto 1922 le due società si fondono per dar vita all'Urania Genève Sport.

### Cronistoria
- 1896 - 1922: ?
- 1922 - 1934: Divisione Nazionale A
- 1934 - 1946: Divisione Nazionale B
- 1946 - 1947: Divisione Nazionale A
- 1947 - 1948: Divisione Nazionale B
- 1948 - 1949: Divisione Nazionale A
- 1949 - 1955: Divisione Nazionale B
- 1955 - 1959: Divisione Nazionale A
- 1959 - 1965: Divisione Nazionale B
- 1965 - 1966: Divisione Nazionale A
- 1966 - 1971: Divisione Nazionale B
- 1971 - 1988: ?
- 1988 - 1994: Divisione Nazionale B
- 1994 -     : ?
- ?    -     : Prima Lega

(Legenda: Divisione Nazionale A = 1º livello / Divisione Nazionale B = 2º livello / Prima Lega = 3º livello / Seconda Lega = 4º livello / Terza Lega = 5º livello / Quarta Lega = 6º livello / Quinta Lega = 7º livello / Sesta Lega = 8º livello)

## Cronologia
| Stagione  | Pos. | Serie              |
| --------- | ---- | ------------------ |
| 1920-1921 | 1º   | SERIE B - play-off |
| 1922-1923 | 6º   | SERIE A            |
| 1923-1924 | 5º   | SERIE A            |
| 1924-1925 | 8º   | SERIE A            |
| 1925-1926 | 5º   | SERIE A            |
| 1926-1927 | 5º   | SERIE A            |
| 1927-1928 | 8º   | SERIE A            |
| 1928-1929 | 3º   | SERIE A            |
| 1929-1930 | 3º   | SERIE A            |
| 1930-1931 | 2º   | SERIE A            |
| 1931-1932 | 4º   | SERIE A            |
| 1932-1933 | 5º   | SERIE A            |
| 1933-1934 | 14º  | SERIE A            |
| 1934-1935 | 9º   | SERIE B            |
| 1935-1936 | 8º   | SERIE B            |
| 1936-1937 | 6º   | SERIE B            |
| 1937-1938 | 5º   | SERIE B            |
| 1938-1939 | 2º   | SERIE B            |
| 1939-1940 | 2º   | SERIE B            |
| 1940-1941 | 3º   | SERIE B            |
| 1941-1942 | 2º   | SERIE B            |
| 1942-1943 | 2º   | SERIE B            |
| 1943-1944 | 2º   | SERIE B            |
| 1944-1945 | 5º   | SERIE B            |
| 1945-1946 | 2º   | SERIE B            |
| 1946-1947 | 14º  | SERIE A            |
| 1947-1948 | 1º   | SERIE B            |
| 1948-1949 | 14º  | SERIE A            |
| 1949-1950 | 6º   | SERIE B            |
| 1950-1951 | 10º  | SERIE B            |
| 1951-1952 | 6º   | SERIE B            |
| 1952-1953 | 9º   | SERIE B            |
| 1953-1954 | 12º  | SERIE B            |
| 1954-1955 | 1º   | SERIE B            |
| 1955-1956 | 11º  | SERIE A            |
| 1956-1957 | 5º   | SERIE A            |
| 1957-1958 | 12º  | SERIE A            |
| 1958-1959 | 13º  | SERIE A            |
| 1959-1960 | 7º   | SERIE B            |
| 1960-1961 | 12º  | SERIE B            |
| 1961-1962 | 5º   | SERIE B            |
| 1962-1963 | 6º   | SERIE B            |
| 1963-1964 | 4º   | SERIE B            |
| 1964-1965 | 1º   | SERIE B            |
| 1965-1966 | 14º  | SERIE A            |
| 1966-1967 | 8º   | SERIE B            |
| 1967-1968 | 9º   | SERIE B            |
| 1968-1969 | 12º  | SERIE B            |
| 1969-1970 | 11º  | SERIE B            |
| 1970-1971 | 14º  | SERIE B            |
| 1971-1972 | 9º   | SERIE C            |
| 1972-1973 | 10º  | SERIE C            |
| 1973-1974 | 13º  | SERIE C            |
| 1988-1989 | 6º   | SERIE B            |
| 1990-1991 | 6º   | SERIE B            |
| 1991-1992 | 3º   | SERIE B            |
| 1992-1993 | 3º   | SERIE B            |
| 1993-1994 | 8º   | SERIE B            |
| 2004-2005 | 13º  | SERIE C            |
| 2005-2006 | 3º   | SERIE C            |
| 2006-2007 | 2º   | SERIE C            |
| 2007-2008 | 3º   | SERIE C - play-off |
| 2008-2009 | 13º  | SERIE C            |

## Stadio
Il FC Urania Ginevra Sport gioca le partite casalinghe allo stadio del Frontenex costruito nel 1901, ha una capienza di 6 200 spettatori (1 200 seduti e 5 000 in piedi). Le dimensioni sono 100 m per 66 m.

## Allenatori
- Georges Aeby
- Gérard Castella
- Albert Chatelain
- Louis Dupal
- Paul Garbani
- Roland Guillod
- Henri Scheibler
- René Schneider
- Charles Tinivella
- Mirek Tlokinski
- Genia Walaschek

## Presidenti
| - 1922 - 1929 John Charpie - 1929 - 1934 Louis Joset - 1934 - 1935 Albert Giacobino - 1935 - 1947 Frédéric Morisod - 1947 - 1951 Jean Giot - 1951 - 1953 Georges Ledermann | - 1953 - 1986 Frédéric Morisod - 1986 - 1992 Alain Morisod - 1992 - 1994 Gérald Henriod e Philippe Jordan - 1994 - 1995 Martial Salamolard - 1995 - 2000 Béat Fritz - 2000 - Yves Granges |

## Palmarès

### Competizioni nazionali
- Coppa Svizzera: 1

1928-1929
- Lega Nazionale B: 3

1947-1948, 1954-1955, 1964-1965

### Competizioni internazionali
- Coppa dei Vincitori: 1

1931

### Altri piazzamenti
- Campionato svizzero:

Secondo posto: 1930-1931
Terzo posto: 1928-1929
- Coppa Svizzera:

Finalista: 1931-1932
Semifinalista: 1930-1931
- Challenge League:

Secondo posto: 1938-1939 (girone ovest), 1939-1940 (Primo girone), 1941-1942 (gruppo ovest), 1942-1943 (gruppo ovest), 1943-1944 (gruppo ovest), 1945-1946
Terzo posto: 1940-1941 (girone ovest)